# Mansfield District
Mansfield District är ett distrikt (motsvarande kommun) i grevskapet Nottinghamshire i England, Storbritannien. Distriktet har 111 117 invånare (2022). Större orter är Mansfield och Mansfield Woodhouse. Distrikt har en enda civil parish, Warsop. Resten av distriktet saknar civil parishes.